# Nowoje Zielonoje
Nowoje Zielonoje (ros. Новое Зелёное) – wieś (sieło) w Rosji, w obwodzie uljanowskim, w rejonie starokułatkińskim. W 2010 liczyła 133 mieszkańców, głównie Tatarów.